# Будка гласности
«Будка гласности» или «Глас народа» — советская и российская телепрограмма, созданная на базе телестудии «Авторское телевидение», и выходившая на экраны в период с 1990 года по 1993 год. 
Программа представляла собой смонтированные монологи жителей различных городов, записанные в расположенной на улице передвижной комнате-студии, в которой любой желающий мог высказаться на любую тему в течение одной минуты. Передача «стала явлением нового независимого российского телевидения и символом гласности на экранах страны».

## История
Создателями программы в 1990 году стали журналисты молодёжной редакции Центрального телевидения Иван Кононов и Алексей Гиганов, участвовавшие в разработке популярного ток-шоу «12 этаж». По воспоминаниям Ивана Кононова, идея «в одной из будок фотоавтоматов поставить видеокамеру и посмотреть, что из этого получится» пришла ему в голову ещё в 1985 году, когда он из программы «Время» перешёл работать в молодёжную редакцию Гостелерадио. В 1990 году в рамках «Пресс-клуба» они с режиссёром Алексеем Гигановым решили реализовать эту идею.
Гиганов предложил не использовать готовые фотобудки, а сделал свою будку-студию, куда будет заходить человек и видеть только глазок телекамеры, куда можно говорить всё, что угодно; при этом через минуту свет в будке выключался. Таким образом, «люди без корреспондента, режиссёра, оператора один на один говорили со страной». Участники программы не представлялись.
Первая будка, сколоченная из фанеры, была поставлена возле ВДНХ — на людном месте, где появились первые кооперативные ларьки. Кононов «ходил с мегафоном и зазывал народ». В дальнейшем будка побывала во многих бойких точках Москвы: в зоопарке, у проходной ЗИЛа, в КПЗ, где выступали заключённые. Позже была сделана новая будка — надувная, двухкамерная, теперь её можно было легко перевозить и ставить в любом месте. В таком виде она была установлена на Красной площади. Будка также путешествовала по стране: она побывала в Алма-Ате, в Одессе и других городах. В Киеве в будку даже зашёл экс-президент США Ричард Никсон, хотя не сказал ни слова.
Изначально программа называлась «Глас народа», однако со временем за ней закрепилось название «Будка гласности», потому что «так её назвал народ».
Телепрограмма была закрыта в 1993 году по причине большого количества нецензурных выражений, которые использовались респондентами.

## Тематика высказываний
На материале десяти телепрограмм «Будка гласности» 1991—1993 годов, записанных в разных городах России и стран СНГ (из Москвы, Санкт-Петербурга, Одессы, Алма-Аты, Казани, Таганрога и Кишинёва), были сделаны выводы о преобладающих темах выступлений в будке.
Самой упоминаемой личностью в программе был президент Борис Ельцин. Съезды народных депутатов РФ упоминались с негативной оценкой. Осенью 1993 года люди часто говорили об итогах апрельского референдума. Подвергались критике существующие порядки, хотя предложения по радикальному реформированию общества встречались редко. Социальные вопросы чаще всего поднимались пенсионерами, инвалидами и членами многодетных семей. Конфессиональный вопрос был связан с исламом и мусульманским населением страны.

## Значение
По словам Ивана Кононова, «Будка гласности» — «это был прообраз социальной сети, прообраз селфи, стримов и прочей привычной всем сегодня атрибутики»: «Сейчас человек выходит и говорит один на один с интернет-пространством. Прежде — со всем телевизионным пространством».
Программа «Будка гласности» «стала шагом в становлении свободы слова в постсоветском информационном пространстве». Кроме того, выпуски программы являются важным историческим источником «при изучении как истоков российского независимого телевидения, так и изменений общественного дискурса и способов коммуникации на постсоветском пространстве».

## В искусстве
- Сценой, происходящей в «будке гласности», начинается художественный фильм «1993», вышедший на экраны в 2023 году[7].